# Alejandro García Casañas
Alejandro García Casañas, född 14 januari 1970 i Barcelona, är en spansk före detta fotbollsspelare och efter det tränare som senast tränade den georgiska klubben Dinamo Tbilisi. Som fotbollsspelare spelade García som försvarare.

## Karriär
Alejandro García Casañas är främst ihågkommen för att han spelade för FC Barcelona, dock spelade han knappt några matcher för A-laget, och han spelade endast 22 La Liga-matcher. García lade ned sin karriär som fotbollsspelare år 2001 efter att ha tillbringat en säsong i klubben UE Cornellà. Efter spelarkarriären började García som tränare, först för Barcelonas ungdomslag. Åren 2001–2009 tränade han främst Barcelonas ungdomar, men även Catalonias ungdomar. Efter två års uppehåll presenterades han i maj år 2011 som den georgiska klubben Dinamo Tbilisis nya tränare, då han tog över efter sparkade Kacha Katjarava. Han sparkades i januari 2012 efter att ha förlorat en match mot schweiziska BSC Young Boys.

## Statistik

### Tränarstatistik
| Klubb          | Nation   | Från         | Till            | Resultat | Resultat | Resultat | Resultat | Resultat | Resultat | Resultat | Resultat |
| S              | V        | O            | F               | Vinst %  | GM       | IM       | +/-      |          |          |          |          |
| -------------- | -------- | ------------ | --------------- | -------- | -------- | -------- | -------- | -------- | -------- | -------- | -------- |
| Dinamo Tbilisi | Georgien | 29 juni 2011 | 31 januari 2011 | 28       | 15       | 6        | 7        | 53,57    | 53       | 30       | +23      |
| Totalt         | Totalt   | Totalt       | Totalt          | 28       | 15       | 6        | 7        | 53,57    | 53       | 30       | +23      |